# 沈
沈（しん）は、周公旦の後裔であり、西周から春秋時代に江漢流域にあった諸侯国で、春秋時代には強大な隣国楚に従属することが多く、柏挙の戦いの前に蔡に滅ぼされた。
汾水流域には他に古沈が遠く周王朝成立前に存在し、その地は春秋時代には晋の国内となっており、「春秋左氏伝」の昭公元年に記載が見られる。

## 建国
北宋欧陽脩の「新唐書」中の「宰相世系表」には、沈の始祖は周の文王の子の冉季載としているが、この説は確かではない。
「殷周金文集成」に収録されている、西周初期の青銅器「沈子它簋」があり、その銘文の釈読は比較的難しいが、銘文中に「周公」の2字があることが確認されている。許倬雲及び温廷敬らの学者はこの銘文によって、沈は西周初期の周公旦の後裔であって、冉季載ではないことを指摘している。

## 参考
- 楊伯峻「春秋左伝注」ISBN 7101002625
- 許倬雲「西周史」ISBN 7108015218